# Escama sublabial
En los reptiles, las escamas sublabiales, también llamadas labiales inferiores o infralabiales, son aquellas escamas que bordean la abertura de la boca a lo largo de la mandíbula inferior. No incluyen la escama mediana (escama mental).